# Amyris carterae
Amyris carterae är en vinruteväxtart som beskrevs av Rebman & F.Chiang. Amyris carterae ingår i släktet Amyris och familjen vinruteväxter. Inga underarter finns listade i Catalogue of Life.